# Villey-le-Sec
Villey-le-Sec ist eine französische Gemeinde mit 419 Einwohnern (Stand: 1. Januar 2022) im Département Meurthe-et-Moselle in Lothringen in der Region Grand Est. Sie gehört zum Arrondissement Toul und zum Kanton Toul. Die Einwohner werden Trabecs genannt.

## Geographie
Villey-le-Sec liegt etwa 20 Kilometer westsüdwestlich von Nancy und etwa sechs Kilometer ostsüdöstlich von Toul an der Mosel (frz. Moselle). Nachbargemeinden von Villey-le-Sec sind Gondreville im Norden und Osten, Sexey-aux-Forges im Osten und Südosten, Pierre-la-Treiche im Süden und Südwesten, Chaudeney-sur-Moselle im Westen sowie Dommartin-lès-Toul im Nordwesten.

## Bevölkerungsentwicklung
| Jahr                       | 1962 | 1968 | 1975 | 1982 | 1990 | 1999 | 2006 | 2019 |
| Einwohner                  | 216  | 162  | 214  | 233  | 239  | 340  | 405  | 415  |
| Quellen: Cassini und INSEE |      |      |      |      |      |      |      |      |

## Sehenswürdigkeiten
- Kirche Mariä Geburt (Nativité-de-la-Vierge), 1955 wieder errichtet
- Festung von Villey-le-Sec

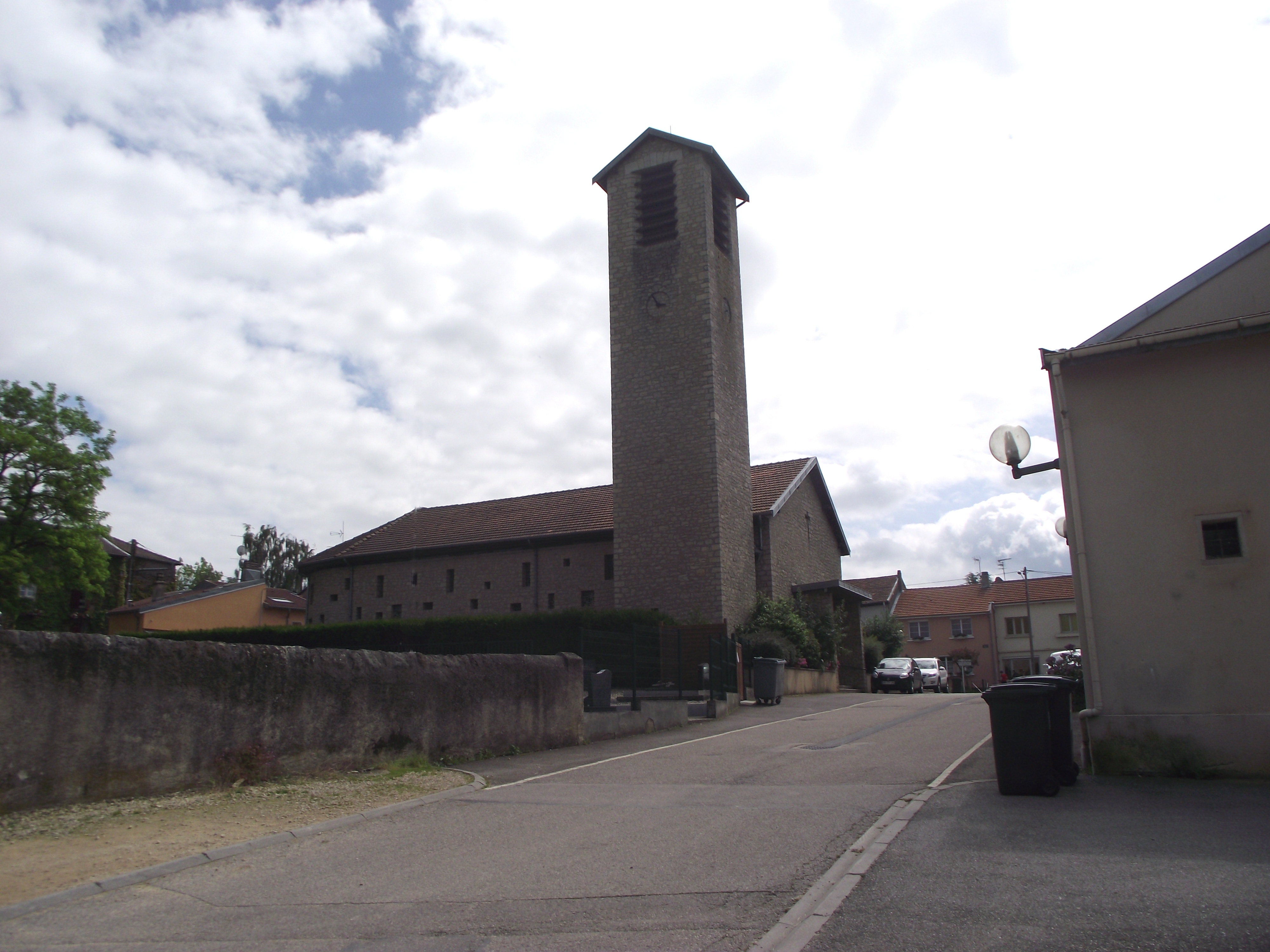
Kirche Mariä Geburt
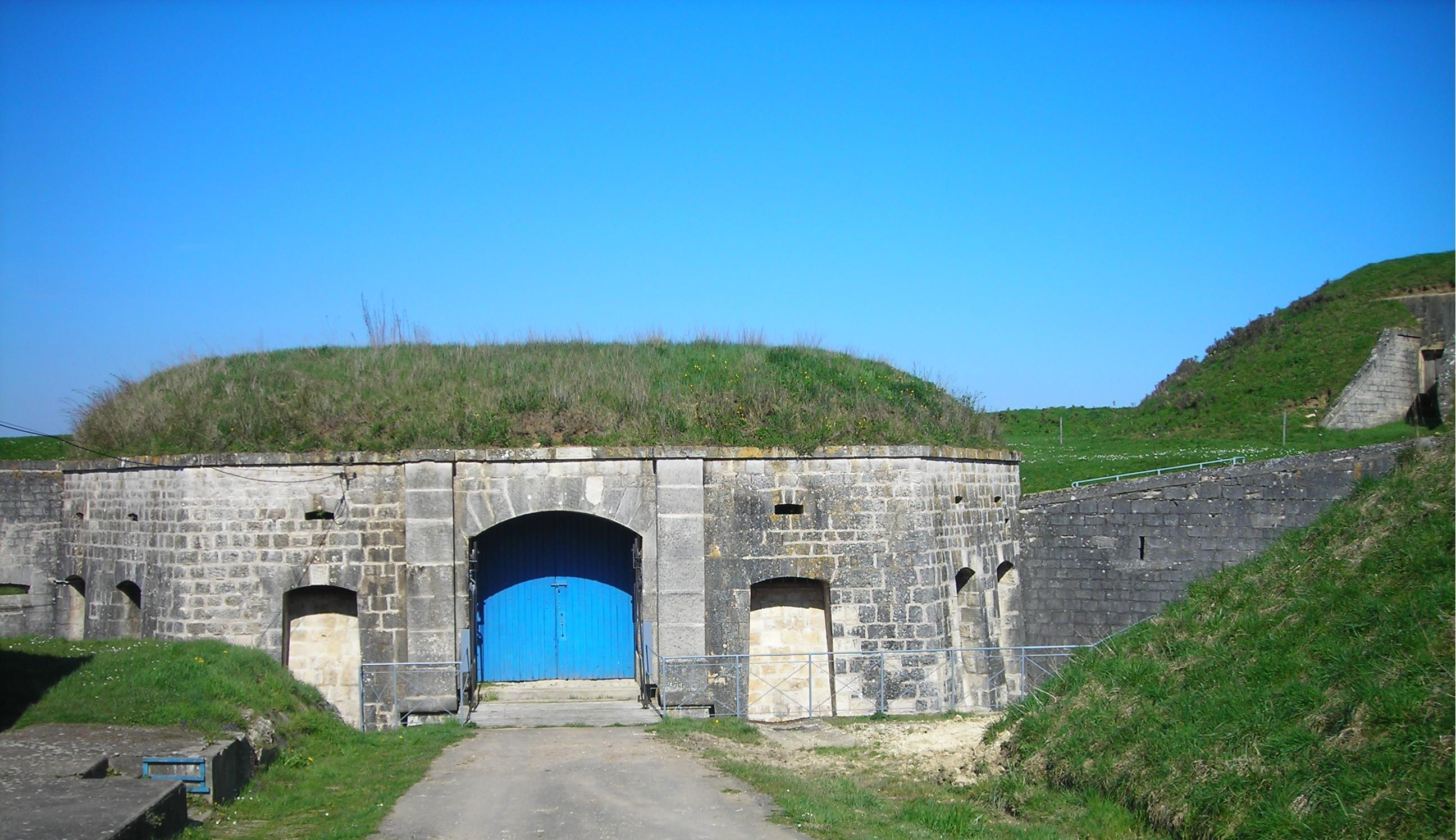
Festung von Villey-le-Sec